# カヤンザ県
カヤンザ県（カヤンザけん、ntara ya Kayanza）は、ブルンジの北西部にかつて存在した県（州と訳されることもある）。ルブブ川の上流に位置し、県庁所在地は北部のカヤンザで、西部にブジュンブラとブタレを結ぶ国道1号線が走る。

## 隣接する県
東にンゴジ県、南東にギテガ県、南にムランヴィヤ県、南西にブバンザ県、北西にチビトケ県、北にルワンダの南部州と接していた。

## 歴史
1982年9月24日、ンゴジ県から分立した。
2025年7月4日、周辺の県と合併しブタニェレラ県の一部となった。

## 下位行政区画
- Commune of Butaganzwa
- Commune of Gahombo
- Commune of Gatara
- Commune of Kabarore
- Commune of Kayanza
- Commune of Matongo
- Commune of Muhanga
- Commune of Muruta
- Commune of Rango